# Peltojärvi, Enontekis
Peltojärvi är en sjö i Finland. Den ligger i kommunen Enontekis i landskapet Lappland, i den norra delen av landet, 900 km norr om huvudstaden Helsingfors. Peltojärvi ligger 296 meter över havet. Omgivningarna runt Peltojärvi är i huvudsak ett öppet busklandskap. Arean är 2,49 kvadratkilometer och strandlinjen är 8,99 kilometer lång. Sjön  ingår i Kemi älvs huvudavrinningsområde. 
I övrigt finns följande i Peltojärvi:
- Hetansaari (en ö)
- Isosaari (en ö)
- Luhtasaari (en ö)